# Fay Marbe
Fay Marbe (1899-1986) fue una actriz de teatro, cantante y bailarina estadounidense. También apareció en varias películas, incluyendo la película cómica de 1929 The Talk of Hollywood.
A mediados de la década de 1920, Marbe realizó una gira por Europa. Se retiró a principios de la década de 1930.
El hermano menor de Marbe, Gilbert, a menudo bailaba con ella en el escenario.